# Xã Greenfield, Quận Jones, Iowa
Xã Greenfield (tiếng Anh: Greenfield Township) là một xã thuộc quận Jones, tiểu bang Iowa, Hoa Kỳ. Năm 2010, dân số của xã này là 653 người.